# Franco Harris
Franco Harris (Fort Dix, 7 marzo 1950 – Sewickley, 21 dicembre 2022) è stato un giocatore di football americano statunitense che ha giocato nel ruolo di running back per 13 anni con i Pittsburgh Steelers della National Football League (NFL).
Fu scelto nel corso del primo giro (13º assoluto) del Draft NFL 1972 dagli Steelers. L'ultimo anno di carriera, Harris lo giocò coi Seattle Seahawks. Al college giocò a football a Penn State.
È stato inserito nella Pro Football Hall of Fame nel 1990 e nella New Jersey Hall of Fame nel 2011.

## Carriera professionistica
Nella sua prima stagione con gli Steelers (1972), Harris fu nominato miglior rookie offensivo della stagione sia da The Sporting News che dalla United Press International. In quell'annata, egli guadagnò 1.055 yard su 188 portate, ad una media di 5,6 yard per possesso. Inoltre egli corse per 10 touchdown e ricevette altri 3 passaggi di touchdown. Figlio di un soldato afroamericano che aveva servito nella seconda guerra mondiale e di un'italiana, divenne molto popolare nella grande comunità italo-americana residente a Pittsburgh: i suoi tifosi si facevano chiamare "Franco's Italian Army" ed indossavano caschi con il suo numero.
Nelle sue 13 stagioni da professionista, Harris guadagnò 12.120 yard su 2.949 portate, ad una media di 4,1 yard per possesso, e segnò 91 touchdown su corsa. Inoltre egli ricevette 307 passaggi per 2.287 yard, ad una media di 7,4 yard per ricezione, e segnò 9 TD su ricezione. Le 12.120 yard corse da Harris lo pongono al 12º posto di tutti i tempi nella storia della NFL,mentre i 91 touchdown su corsa lo vedono al decimo posto di tutti i tempi alla pari con Jerome Bettis.
Harris fu selezionato per 9 Pro Bowl consecutivi (dal 1972 al 1980) e fu un All-Pro nel 1977. Egli corse oltre 1,000 yard in otto diverse stagioni, superando il record stabilito da Jim Brown. La coppia di corridori composta da Harris e Rocky Bleier unita ad una rocciosa difesa permise agli Steelers di vincere quattro Super Bowl, nel 1974, 1975, 1978 e 1979. Nel 1975 Harris il premio di MVP del Super Bowl IX: in quella gara corse per 158 yard e un touchdown su 34 possessi nella vittoria 16-6 sui Minnesota Vikings. Harris fu il primo afro-americano oltre che il primo italo-americano a vincere il premio di miglior giocatore del Super Bowl. Franco fu uno dei principali artefici di tutti e 4 i primi titoli degli Steelers. Le sue 101 portate e 354 yard su corsa totali guadagnate sono tutt'oggi record del Super Bowl mentre i suoi 4 touchodown su corsa totali sono al secondo posto alla pari nella storia del Super Bowl.
I suoi critici, tra cui Jim Brown, imputarono ad Harris la tendenza ad uscire dai limiti del campo piuttosto di confrontarsi coi tackler e tentare di guadagnare ulteriori yard. Harris rispose che così facendo aveva contribuito ad allungare la sua carriera senza sacrificare gli obiettivi della squadra (comprese quattro vittorie del Super Bowl contro una sola vittoria del titolo NFL di Brown nell'era pre-Super Bowl) evitando contatti non necessari. Altre critiche vi furono sul record per un running back di 90 fumble in carriera, dimenticando che le stagioni Harris furono un numero maggiore della media dei running back nella lega e che, avendo subito 3.256 tocchi, la sua percentuale di fumble fu solo del 2,7%, un numero considerato basso per gli standard NFL.
Dopo la stagione 1983, Harris e Walter Payton erano entrambi vicini allo storico record di yard corse in carriera di Jim Brown ed Harris chiese alla famiglia Rooney, proprietaria della squadra, un aumento salariale. La famiglia Rooney rifiutò, credendo che Harris fosse nella parabola discendente della carriera, così il giocatore minacciò di scioperare. Gli Steelers svincolarono Harris nel training camp del 1984, situazione che si ripeté in modo sostanzialmente simile anni dopo anche con Rod Woodson e Alan Faneca, entrambi richiedenti un adeguamento contrattuale ed entrambi lasciati diventare free agent.
Harris firmò coi Seattle Seahawks durante la stagione 1984 giocando 8 gare con la nuova e guadagnando sole 170 yard prima del ritiro (a sole 192 yard dal record di Jim Brown). Harris e la famiglia Rooney si riconciliarono dopo il ritiro di Harris. Nel 2006, durante la cerimonia pre-partita del Super Bowl XL (la seconda apparizione al Super Bowl, e il primo titolo, degli Steelers dopo il suo ritiro) in cui si onorarono gli MVP delle precedenti 39 edizioni, Harris sventolò un Terrible Towel mentre veniva annunciato, per la gioia dei tifosi degli Steelers, in maggioranza nello stadio. Anche se la politica degli Steelers non prevede il ritiro dei numeri di maglia, nessuno ha più indossato il suo numero 32 dopo che Harris lasciò la squadra ed è opinione comune che nessuno indosserà più quel numero negli Steelers.

## Palmarès

### Franchigia
- Super Bowl : 4

Pittsburgh Steelers: IX, X, XIII, XIV
- American Football Conference Championship: 4

Pittsburgh Steelers: 1974, 1975, 1978, 1979

### Individuale
- MVP del Super Bowl IX
- (9) Pro Bowl (1972, 1973, 1974, 1975, 1976, 1977, 1978, 1979, 1980)
- (7) All-Pro (1972, 1974, 1975, 1976, 1977, 1978, 1979)
- Miglior rookie offensivo della stagione (1972)
- Formazione ideale della NFL degli anni 1970
- Walter Payton Man of the Year Award (1976)
- Leader della NFL in touchdown su corsa (1976)
- Club delle 10.000 yard corse
- Pro Football Hall of Fame